# عبود جومبه
عبود جومبه (انگلیسی: Aboud Jumbe; زاده ۱۴ ژوئن ۱۹۲۰ – درگذشته ۱۴ اوت ۲۰۱۶) سیاستمدار اهل تانزانیا بود. وی از ۱۹۷۲ تا ۱۹۸۴ دومین رئیس‌جمهور زنگبار بود.
عبود جومبه در ۱۴ اوت ۲۰۱۶، در سن ۹۶ سالگی در دارالسلام درگذشت.